# Thomomys umbrinus
Thomomys umbrinus е вид бозайник от семейство Гоферови (Geomyidae).

## Разпространение
Видът е разпространен в Мексико (Веракрус, Дуранго, Идалго, Керетаро, Коауила де Сарагоса, Нуево Леон, Пуебла, Сакатекас, Сан Луис Потоси, Сонора, Тамаулипас и Чиуауа) и САЩ (Аризона и Ню Мексико).